# Sokponta
Sokponta ist ein Ort und ein Arrondissement im Departement Collines im westafrikanischen Staat Benin. Es ist eine Verwaltungseinheit, die der Gerichtsbarkeit der Kommune Glazoué untersteht.

## Demografie und Verwaltung
Gemäß der Volkszählung 2013 des beninischen Statistikamtes INSAE hatte das Arrondissement 7758 Einwohner, davon waren 3727 männlich und 4031 weiblich.
Von den 68 Dörfern und Quartieren der Kommune Glazoué entfallen fünf auf Sokponta:
1. Akouègba
2. Camaté
3. Oké-Okounou
4. Sokponta Centre
5. Tchakaloké